# Хішам Канділь
Хішам Канділь (араб. هشام قنديل; нар. 17 вересня 1962, Бені-Суейф, Об'єднана Арабська Республіка) — єгипетський державний і політичний діяч, прем'єр-міністр Єгипту з 2 серпня 2012 до 3 липня 2013.

## Біографія
Хішам Канділь народився в 1962 році. Навчався в Каїрському університеті, де в 1984 році здобув ступінь бакалавра інженерії. Продовжив навчання в Америці, здобувши ступінь магістра в галузі іригації і дренажної інженерії Університету штату Юта в 1988 році й докторський ступінь у галузі біологічного і сільськогосподарського машинобудування в Університеті штату Північна Кароліна в 1993 році.
Працював на різноманітних адміністративних посадах. У перехідному уряді Камаля Ганзурі займав пост міністра іригації і водних ресурсів.
24 липня 2012 президент Єгипту Мухаммед Мурсі призначив Канділя прем'єр-міністром. 2 серпня уряд склав присягу.
Хішам Канділь одружений, має п'ятьох дочок.